# Joanne Cuddihy
Joanne Cuddihy (ur. 11 maja 1984 w Dublinie) – irlandzka lekkoatletka, sprinterka.

## Osiągnięcia
- srebro mistrzostw Europy juniorów (bieg na 400 m, Tampere 2003)
- 8. miejsce na mistrzostwach Europy (bieg na 400 m, Göteborg 2006)
- miejsca na podium podczas Pucharu Europy oraz drużynowych mistrzostw Europy
- liczne medale (w tym złote) mistrzostw Irlandii oraz Australii

W 2008 reprezentowała Irlandię na igrzyskach olimpijskich w Pekinie, gdzie odpadła w eliminacjach 400 metrów. Ostatecznie sklasyfikowano ją na 39. pozycji. Cztery lata później w Londynie, dotarła do fazy półfinałowej.

## Rekordy życiowe
- bieg na 400 metrów – 50,73 (2007) były rekord Irlandii

Cuddihy, razem z koleżankami z reprezentacji jest także rekordzistką kraju w sztafecie 4 x 400 metrów w hali wynikiem 3:34,61 uzyskanym w 2004 roku.